# 클러큰웰

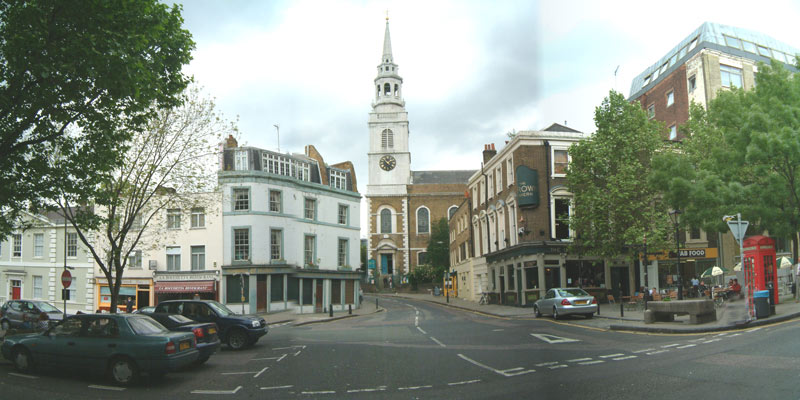
클러큰웰

클러큰웰(영어: Clerkenwell)은 잉글랜드 런던 중심부의 지역이다.
클러큰웰은 중세 시대부터 고대 교구였으며, 현재는 이즐링턴구의 남서쪽 부분을 형성하고 있다. 클러큰웰클로스의 성 제임스 교회와 인근의 클러큰웰그린이 클러큰웰의 중심부에 위치하고 있다. 시티오브런던의 가장자리에 위치한 이곳은 성 요한 수도원의 본거지였으며, 새들러스 웰스와 스파 그린을 포함한 여러 우물과 온천의 장소였다. 이 지역의 이름이 붙여진 우물은 1924년에 재발견되었다.
노샘프턴 후작이 클러큰웰의 토지 대부분을 소유하고 있었으며, 노샘프턴 광장, 스펜서 거리, 컴프턴 거리와 같은 지명에 반영되어 있다.
시계 제조 및 시계 수리업이 한때 매우 발달했으며, 특히 노샘프턴 광장 주변 지역에서 그러했다. 20세기에 클러큰웰은 건축과 디자인의 중심지로 알려지게 되었다.
클러큰웰은 시티 대학교와 왕립 우편청의 마운트 플레즌트 분류 사무소가 있는 곳이다. 패링던과 엑스마우스 마켓 지역도 이곳에 위치한다.

## 지리
고스웰 거리는 클러큰웰 교구의 동쪽 경계를 형성했으며, 현재 패링던 로드와 다른 거리들 아래 매장된 플릿강이 홀본 및 일부 세인트판크라스와의 서쪽 경계를 형성했다. 두 인접 지역과의 서쪽 경계는 현재 이즐링턴구와 캠던구 사이의 서쪽 경계의 일부로 사용되고 있다.
펜턴빌은 클러큰웰 북부의 일부이며, 남부는 때때로 패링던이라고 불리는데, 이는 같은 이름의 철도역에서 따온 것이다. 이 역은 패링던 로드(패링던 거리의 연장선)에서 이름을 따왔으며 원래는 패링던 거리역이라고 불렸다.
핀즈버리 타운홀과 핀즈버리 에스테이트는 핀즈버리가 아닌 클러큰웰에 위치하고 있다. 이들은 클러큰웰, 핀즈버리 및 기타 지역을 포함했던 구 핀즈버리 메트로폴리탄 자치구의 이름을 따서 명명되었다.